# Мате (биљка)
Мате (лат. Ilex paraguariensis) је лековита биљка која расте као грм или мало дрво. Нарасте највише до 15 метара висине, зимзеленог је листа, дужине 7—11 cm и ширине 3—5,5 cm.

## Порекло
Мате је пореклом из суптропских делова Јужне Америке. Успева у Аргентини, јужном Чилеу, источном Парагвају, западном Уругвају и јужном Бразилу.
Цветови су малени, зеленкасто-бели са четири латице. Плодови су у облику црвених бобица.
Највећи произвођачи и потрошачи чаја од мате налазе се у земљама порекла. Гајење у другим деловима света, у којима владају слични климатски услови, до сада није успело.

## Чај од мате
Мате, изворно значи, на Кечуа језику, посуда за пиће. Чак и пре колонизације аутохтоних народа Јужне Америке, чај је био традиционално пиће. У Бразилу, Рио Гранде до Сул, Парагвају, Аргентини и Уругвају, већина људи редовно пије чај. У Аргентини око 80% становништва барем једном недељно пије чај, а годишња потрошња износи 6,4 килограма по глави становника.

## Припрема чаја
Напитак се традиционално припрема у посебним дрвеним посудицама (запремине 2 dcl) те пије директно из њих помоћу металне сламчице (бомбиље) која је у свом доњем делу пљосната и садржи фине поре за филтрирање. Спрема се тако што се у посудицу (која се још назива и мате) сипа од 1/2 до 2/3 висине праха суве биљке Мате (Херба Мате), потом посудицу дланом затвори, протресе и отвори тако да отвор буде под углом од 45 °C. Потом се у посуду која је и даље нагнута, сипа са стране мало хладне воде, и пусти кратко да одстоји. Након тога сипамо у посуду врућу, али не врелу воду (70-80 °C) све до испод врха те стављамо у посуду бомбиљу, сачекамо мало да одстоји и први мате је спреман за пиће. Обично је први мате прилично јак, и пије га особа која га је направила. Бомбиља се не треба подизати са дна. Након што је испијен, сипа се нова количина вруће воде и мате предаје другој особи на испијање и тако редом у круг, све док напитак не постане сувише слаб.

## Својства
Свежи листови садрже 0,35 до 1,7% кофеина, око 0,1 до 0,2% теобромина, теофилина и 4 до 16% танина. Напитак је жућкасто зелен и садржи кофеин, теобромин, хлорофил, есенцијално уље и ванилу. Такође садржи витамине А, Б1, Б2 и Ц.

## Чај се приписује одређеном лековитом ефекту
- стимулише нервни, мишићни и општи метаболизам
- карактеристика диуретика - стимулише варење
- повећава знојење
- с обзиром на садржај кофеина смањује умор

У неким земљама као што је Немачка, на пример, регистровано је као лек.
Такође, смањује апетит и зато је погодан за "губитак тежине" (1 сат пре оброка).